# コルンブレテス諸島
コルンブレテス諸島（カタルーニャ語: Islas Columbretes）またはコルンブレッツ諸島（バレンシア語 : Els Columbrets, IPA: [eɫs kolumˈbɾets]）は、地中海北西部のバレアレス海に浮かぶ火山性の無人島4島を中心とする諸島。イベリア半島の49km沖合に位置し、スペイン・バレンシア州カステリョン県カステリョン・デ・ラ・プラナに属する。

## 地理

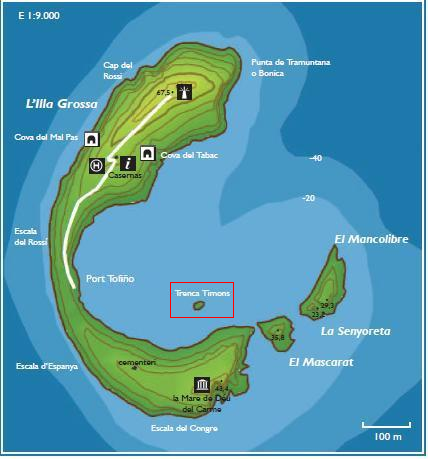
主島であるグロッサ島

コルンブレテス諸島の主島は最北端にある面積0.14 km2グロッサ島（またはコルンブレテ・ブランデ島）であり、その他にはラ・フェレーラ島、ラ・フォラダーダ島、エル・カラリョット島がある。この4島とその他の小島を合わせた面積は0.19 km2であり、最高地点はグロッサ島の標高67mの山である。
この山の中央部はクレーターとして窪んでおり、グロッサ島は中央の入江を囲むようにアルファベットの「C」字型をしている。グロッサ島には19世紀に建設された灯台があり、船が接岸できる桟橋、野生生物保護区で働く生物学者が使用する職員宿舎があるが、その他に施設は存在しない。

## 地質

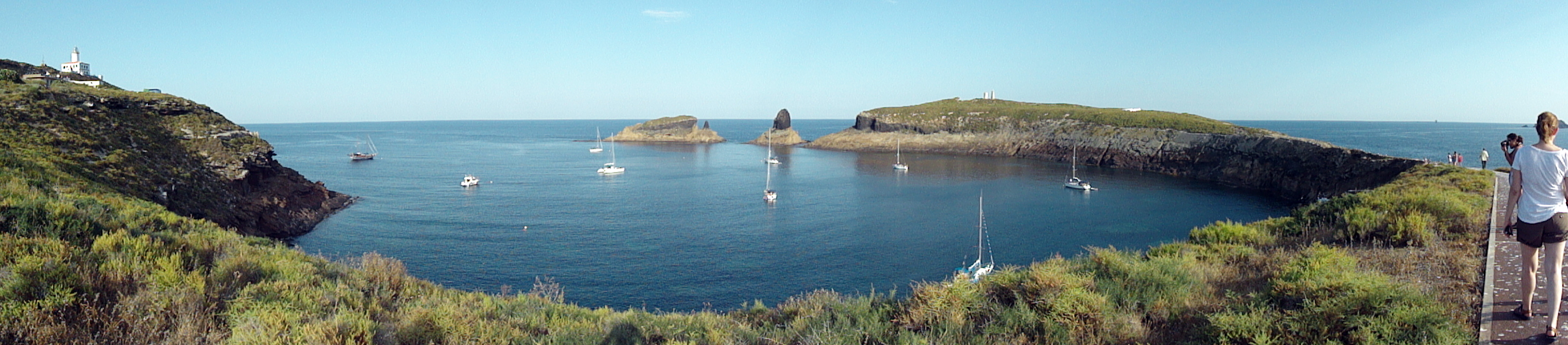
グロッサ島のクレーター

グロッサ島を形作る円錐形は1億年-3,000年前までに4回の火山活動によって形成された。バレンシア・トラフのリフトに関連するアルカリ性マグマ活動からなる。バレンシア・トラフ沿岸の他地域では火山活動は過去1000万年間に遡り、カルクアルカリからアルカリシグネチャーの移行を示している。

## 歴史
コルンブレテス諸島は古代からギリシア人やローマ人に知られていた。ストラボンや大プリニウスなどの歴史家がこの諸島に生息するヘビの多さに言及しており、ギリシア語で「ヘビ」を意味する「Ophiusa」、またはラテン語で「ヘビ」を意味する「Colubraria」と名付けられたことがそれを物語っている。現在の名称はこのラテン語に由来する。
19世紀中頃にはグロッサ島に灯台が建設され、数人がグロッサ島に住みついた。彼らは灯台の維持や、諸島を避難地として使用する密輸船の活動の抑制に役立った。入植前のグロッサ島には草木がおい茂っていたが、農地に用いるために焼かれたり、野生のクサリヘビの個体数を減らすために焼かれた。また豚などの家畜が持ち込まれ、農業と畜産業が組み合わされた。この焼畑の結果、19世紀末にはヘビが絶滅した。マドリードのスペイン国立自然科学博物館にはコルンブレテス諸島に生息していたクサリヘビの剥製が展示されているが、諸島にこの種が豊富に生息していたことを示すのはこの展示物のみである。

## 生物保護区

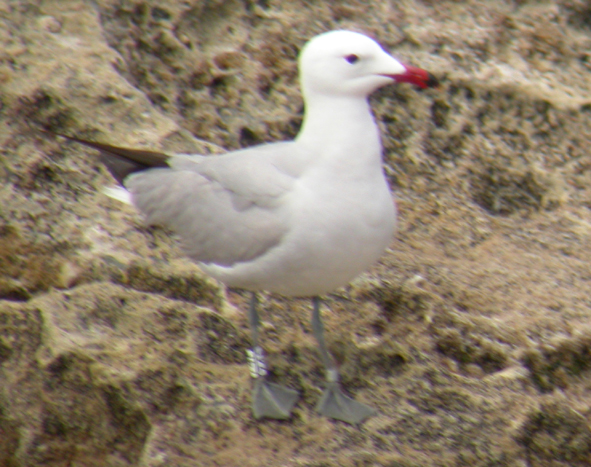
オードワンカモメ

1988年にはコルンブレテス諸島が野生生物保護区に指定された。諸島は特定の海鳥の繁殖活動にとって最適な場所である。絶滅危惧種の準絶滅危惧(NT)に指定されているオードワンカモメのコロニーは、この種にとって世界でもっとも重要なコロニーのひとつであり、スペイン地中海沿岸でのこの種の継続的な回復の鍵である。またこの諸島は、スペインにおいてエレオノラハヤブサの安定した個体数を持つ住処である。春季と秋季の渡り鳥の時期には、この諸島はスペイン地中海岸に沿って飛ぶ多くの種が休息のために短期間とどまるためのとても重要な場所である。
その孤立性のために、小さなトカゲの固有種であるイベリアカベカナヘビの亜種、Podarcis hispanica atrataが生息している。植物ではニワナズナ（スイート・アリッサム）という固有種の亜種も生育している。自然公園の地位が与えられた後、諸島から豚が根絶された。グロッサ島灯台は自動化されて灯台守が不要となり、人間の存在は公園の管理を担当する生物学者のみである。
諸島の周囲の海域は水面下の水域として保護によって関連付けられている。この領域は400km2の面積を持ち、海中の野生生物の重要なコミュニティが乱されずに栄えている。この領域は1990年に海洋保護区として保護された。